# Jiří Kodl
Jiří Kodl, křtěný Jiří Liborius (3. dubna 1889 Písek - 29. října 1955 Praha) byl český malíř, architekt, sběratel umění a sportovec.

## Život
Narodil se 3. dubna 1889 v rodině inženýra "při stavbě příčné dráhy v Písku" a jeho manželky Heleny, rozené Rudkovské (původem z Polska).. Od roku 1907 studval architekturu na České technice v Praze u profesora Jana Kouly, kterému později dělal asistenta. Od roku 1923 byl druhým jednatelem Spolku inženýrů a architektů.
Podnikl studijní cesty do Německa, Švédska a Polska. V roce 1926 podnikl studijní cestu do Paříže.
V letech 1927—1930 byl členem SVU Mánes. Ze spolku byl vyloučen. (Rudé právo ho však v nekrologu uvádí jako člena.)
Podle Pavla Vlčka byl v roce 1923 druhým jednatelem Spolku československých inženýrů (SIA). Výroční publikace SIA z roku 1925 ale tento údaj neuvádí.
Byl členem Ústředního výboru Svazu československých umělců.
Zemřel náhle 29. října 1955.

## Architekt

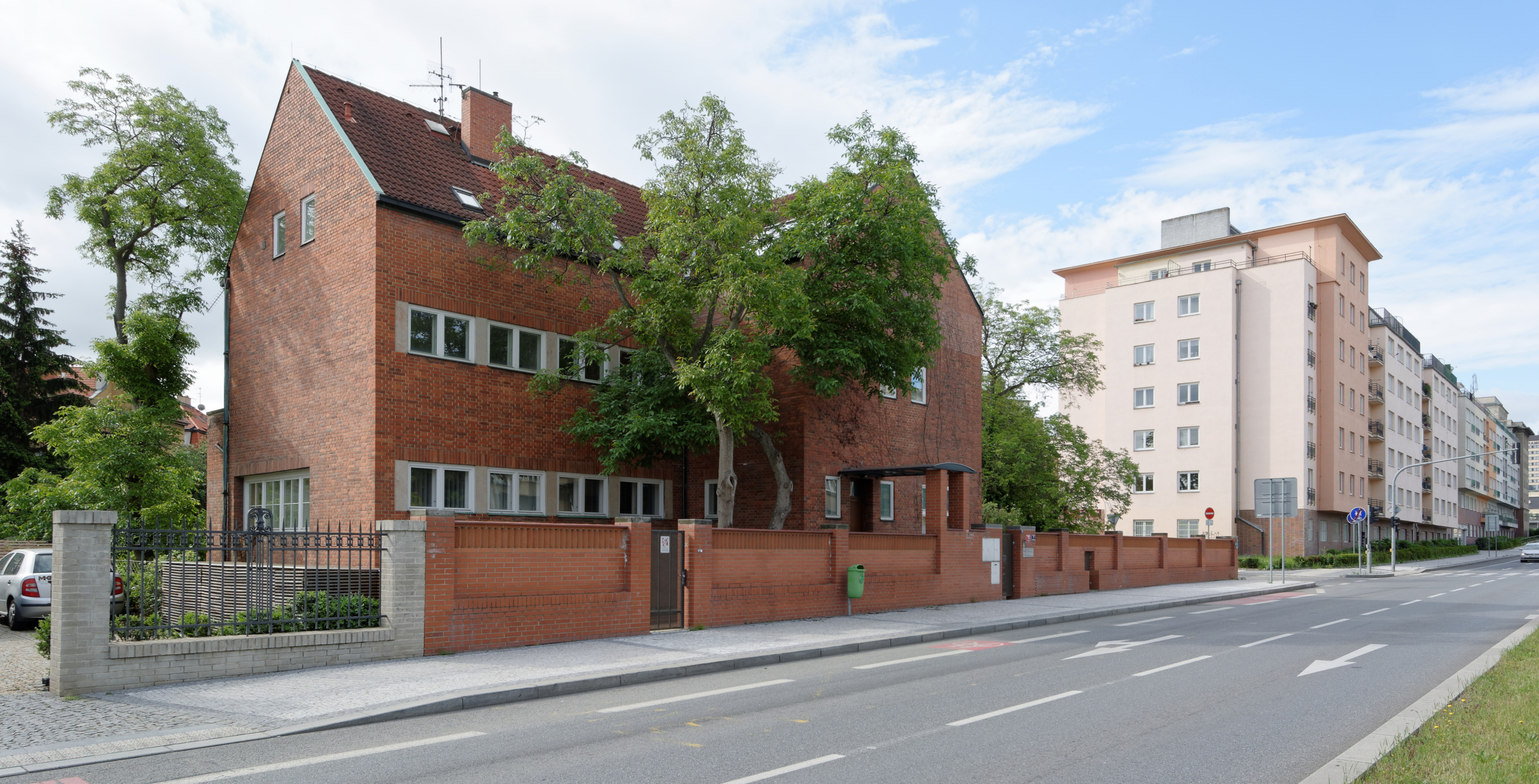
Vlastní vila architekta

V roce 1923 obdržel rozdělenou III. cenu v soutěži na zemskou průmyslovou školu v Kutné Hoře (I. a II. cena nebyla udělena).
Rostislav Švácha mu připisuje spoluautorství na projektu Základní školy, Podskalská ulice 365/10, Praha 2 - Nové Město.
Je autorem puristické vlastní vily čp. 711, Patočkova 5, Praha 6 - Střešovice, kterou postavil v letech 1929–1931.

## Malíř

### Výstavy
- 1932 výstavní pavilon SVU Mánes v Myslbeku, Praha
- 1937 Šnoblova galerie, Praha

Dále vystavoval na společných výstavách SVU Mánes.

## Sportovec
Byl rovněž sportovcem, jako tenista se zúčastnil letních olympijských her v roce 1912, kde byl rovněž vlajkonošem české výpravy. V úvodním utkání dne 28. června 1912 ale podlehl Jihoafričanovi Ericu Tapscottovi 0:3. Dále hrál golf.

## Galerie

Před maringotkou (akvarel na papíře)
Vozík a krajina (kombinovaná technika)
Ulice v dešti (akvarel)
Rybáři u Vltavy (akvarel na papíře) 1949
Loděnice (akvarel)
Ve žních (akvarel)
V sadu (olej na kartonu)